# 施瓦本山 (奥地利)

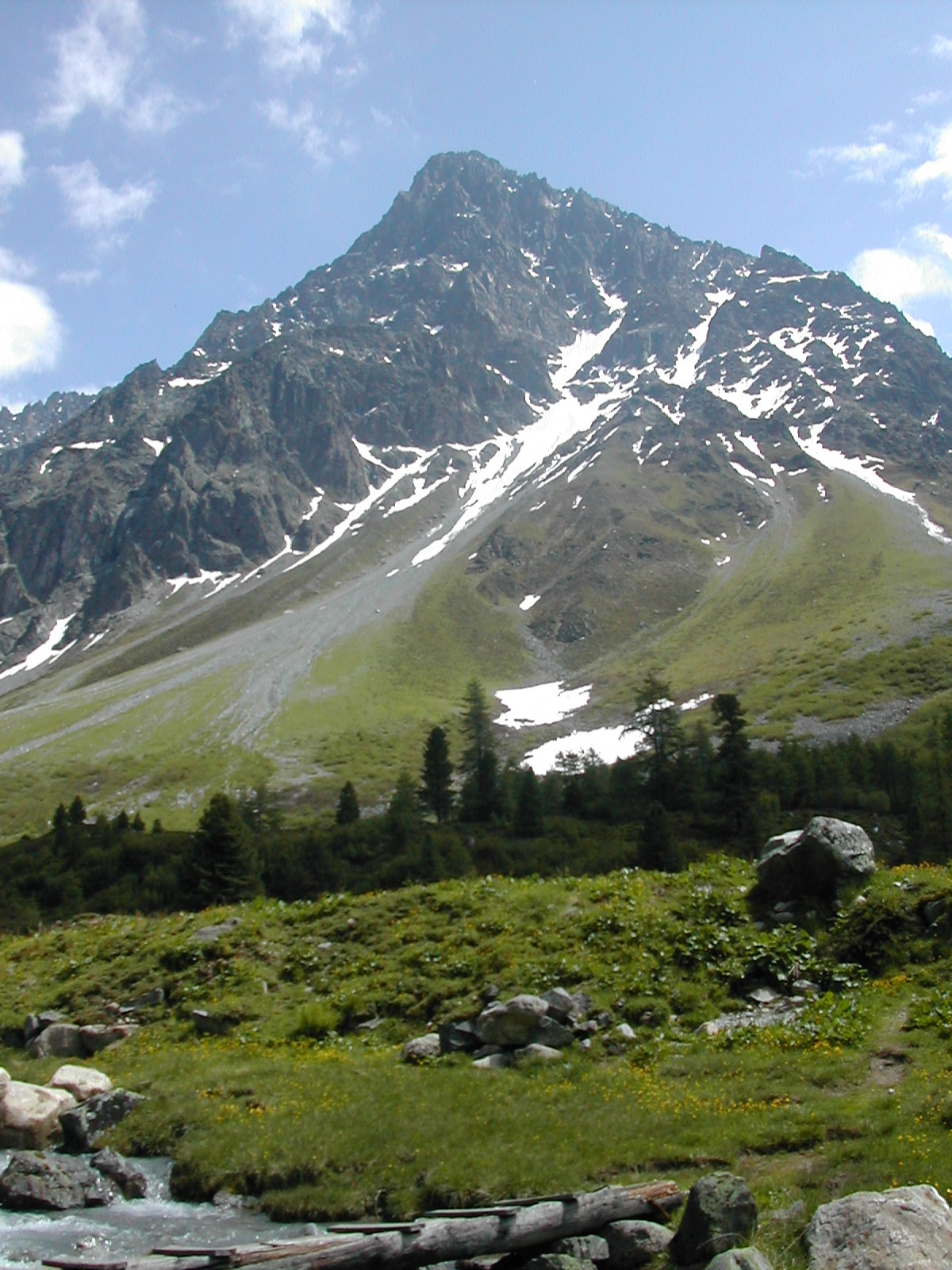

47°0′24″N 10°47′37″E / 47.00667°N 10.79361°E
施瓦本山（德語：Schwabenkopf）是奧地利蒂羅爾州的山峰，位於該國西部，屬於厄茨塔爾山的一部分，海拔高度3,378米，每年平均降雨量1,357毫米。